# Дебют Сокольського
Дебют Сокольського (інші назви: Дебют орангутана і Польський початок) — шаховий дебют, який починається ходом 1. b2—b4.
Названий на честь радянського шахіста XX століття Олексія Сокольського, який досліджував цей дебют, хоча ще раніше його застосовував Савелій Тартаковер.

## Варіанти
- Гамбітний варіант 1. b2-b4 e7-e5 2. Сc1-b2 f7-f6 3. e2-e4 Сf8xb4 4. Сf1-c4
- Варіант 1. … e7-e5 2. Сc1-b2 f7-f6 3. b4-b5 d7-d5 4. e2-e3
- Розмінний варіант
  - 1. … e7-e5 2. Сc1-b2 Сf8xb4 3. Сb2xe5
  - 1. … e7-e5 2. Сc1-b2 d7-d5 3. Сb2xe5 Кb8-c6 5. Сe5-b2 Кc6xb4
- Варіант 1. … e7-e5 2. Сc1-b2 d7-d6
- Староіндійська побудова 1. … Кg8-f6 2. Сc1-b2 g7-g6
- Новоіндійська побудова 1. … Кg8-f6 2. Сc1-b2 e7-e6 3. b4-b5 b7-b6
- Основний варіант
  - 1. … Кg8-f6 2. Сc1-b2 d7-d5 3. e2-e3
  - 1. … Кg8-f6 2. Сc1-b2 e7-e6 3. b4-b5
- Варіант з розвитком слона на f5 1. … d7-d5 2. Сc1-b2 Сc8-f5
- Система з виводом ферзя на другому ході
  - 1. … d7-d5 2. Сc1-b2 Фd8-d6
  - 1. … c7-c6 2. Сc1-b2 Фd8-b6
- Голландська побудова 1. … f7-f5 2. Сc1-b2 Кg8-f6